# Aeroportul Internațional Cancún
Aeroportul Internațional Cancún (IATA: CUN, ICAO: MMUN) este un aeroport din Cancún, Benito Juárez, Quintana Roo, Quintana Roo, Mexic ce deservește zona Cancún. Aeroportul a fost tranzitat în 2023 de 32.750.413 pasageri. A fost deschis în 30 martie 1975 și numit după zona deservită.
Situat la o altitudine de 6 m, aeroportul dispune de 2 piste. Este operat de Grupo Aeroportuario del Sureste⁠(d).

## Infrastructură

### Piste
Aeroportul dispune de 2 piste. Pista 12L/30R are suprafața de asfalt și dimensiunile 2.800 m × 45 m. Pista 12R/30L are suprafața de asfalt și dimensiunile 3.500 m × 60 m. 